# Winter-Paralympics 1992/Medaillenspiegel
Medaillenspiegel der 5. Winter-Paralympics 1992 in Albertville.
| Medaillenspiegel | Medaillenspiegel   | Medaillenspiegel | Medaillenspiegel | Medaillenspiegel | Medaillenspiegel |
| Platz            | Land               | Goldmedaille     | Silbermedaille   | Bronzemedaille   | Gesamt           |
| ---------------- | ------------------ | ---------------- | ---------------- | ---------------- | ---------------- |
| 1                | Vereinigte Staaten | 20               | 16               | 9                | 45               |
| 2                | Deutschland        | 12               | 17               | 9                | 38               |
| 3                | Vereintes Team     | 10               | 8                | 3                | 21               |
| 4                | Österreich         | 8                | 3                | 9                | 20               |
| 5                | Finnland           | 7                | 3                | 4                | 14               |
| 6                | Frankreich         | 6                | 4                | 9                | 19               |
| 7                | Norwegen           | 5                | 5                | 4                | 14               |
| 8                | Schweiz            | 3                | 8                | 4                | 15               |
| 9                | Kanada             | 2                | 4                | 6                | 12               |
| 10               | Polen              | 2                | –                | 3                | 5                |
| 11               | Neuseeland         | 2                | –                | –                | 2                |
| 12               | Australien         | 1                | 1                | 2                | 4                |
| 12               | Schweden           | 1                | 1                | 2                | 4                |
| 14               | Tschechoslowakei   | –                | 4                | 2                | 6                |
| 15               | Großbritannien     | –                | 1                | 4                | 5                |
| 16               | Italien            | –                | 1                | 3                | 4                |
| 16               | Spanien            | –                | 1                | 3                | 4                |
| 18               | Dänemark           | –                | 1                | –                | 1                |
| 19               | Japan              | –                | –                | 2                | 2                |
| Gesamt           | Gesamt             | 79               | 78               | 78               | 235              |